# 潔絲·葛琳
杰西卡·汉娜·格莱茵（英語：Jessica Hannah Glynne，1989年10月20日—），是一名英国歌手、词曲作家。

## 演藝生涯
潔絲·葛琳在与大西洋唱片唱片签约后，于2014年开始以伴唱歌手崭露头角，并参与演唱清洁盗贼的单曲只要你和Route 94的单曲My Love，两首单曲都在英国歌曲榜单夺得了冠军。
她的首张专辑《笑著流淚》（2017年）在英国专辑榜上夺得冠军并以单曲〈握緊我的手〉和〈別苛求自己〉取得国际上的成功。格莱茵的第二张录音室专辑《左右為難》（2018年）同样在英国夺得冠军并以单曲I'll Be There和All I Am继续取得成績，使格莱茵成为首位在英国单曲榜上获得过七支冠军单曲的英国独唱女艺人。